# Bummert

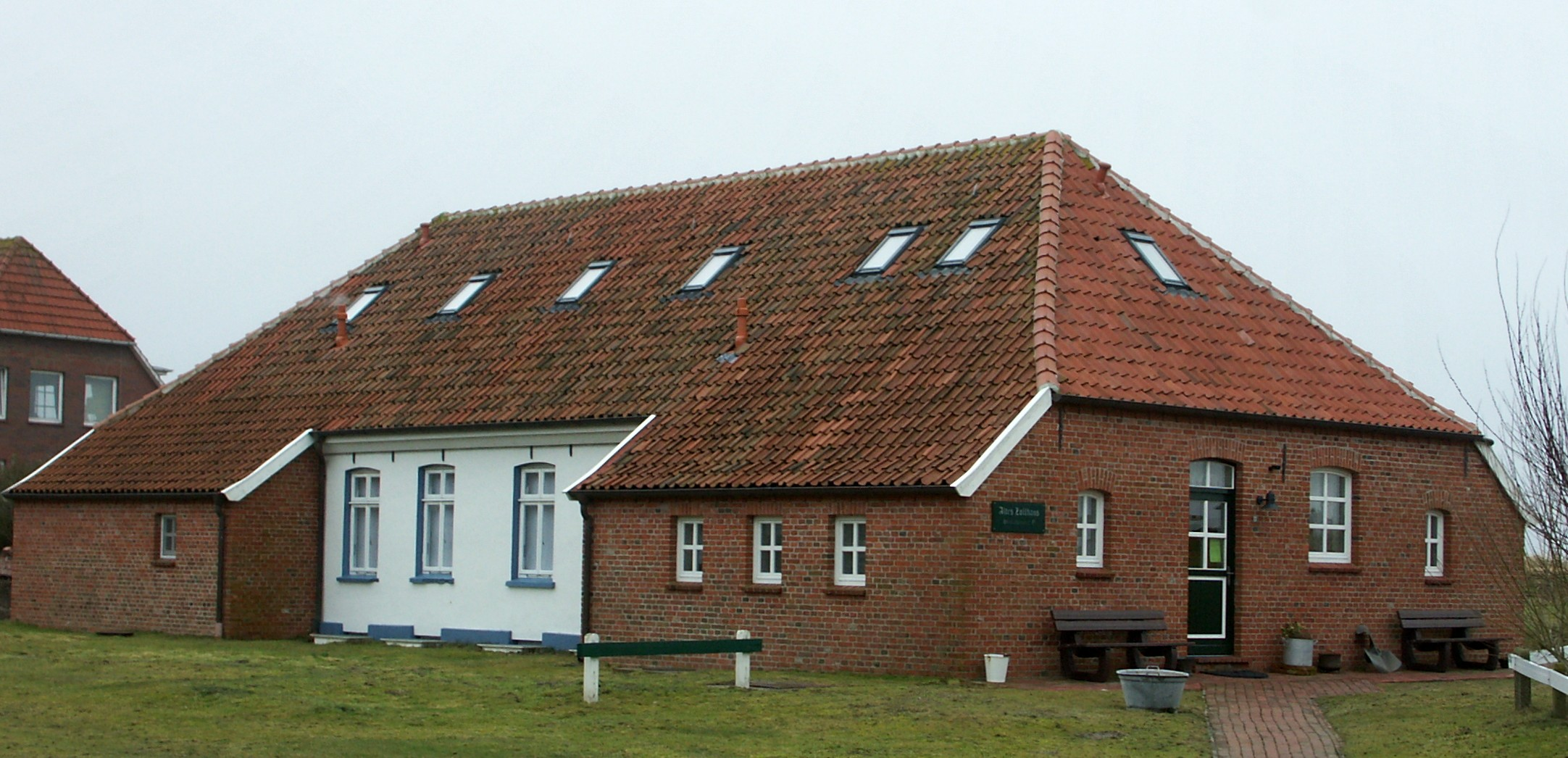
Museum Altes Zollhaus auf Baltrum

Der Bummert ist eine alte ländliche Hausform, die nur in Ostfriesland zu finden ist. Der Haustyp war als Doppelhaus für zwei Landarbeiterfamilien konzipiert und fiel durch seine kostensparende Bauweise auf. Dazu wurden die beiden Doppelhaushälften am inneren Giebel durch eine Mittelmauer mit einem gemeinsam benutzten Schornstein zusammengebaut. Beiderseits der Mittelmauer schlossen sich zunächst die Wohnräume mit normal hohen Wänden aus Ziegelsteinen an. Danach folgen die Wirtschaftsräume bzw. Stallungen, deren Dächer am äußeren Giebel zur Ersparnis von Ziegelsteinen voll abgewalmt und weit herabgezogen waren.
Häuser dieses Typs wurden ab der Mitte des 19. Jahrhunderts gebaut. In Ostfriesland sind nur noch rund 40 Häuser erhalten. Auf der Insel Baltrum steht das einzige seiner Art auf einer Insel und wird heute als „Museum Altes Zollhaus“ genutzt.

## Literatur

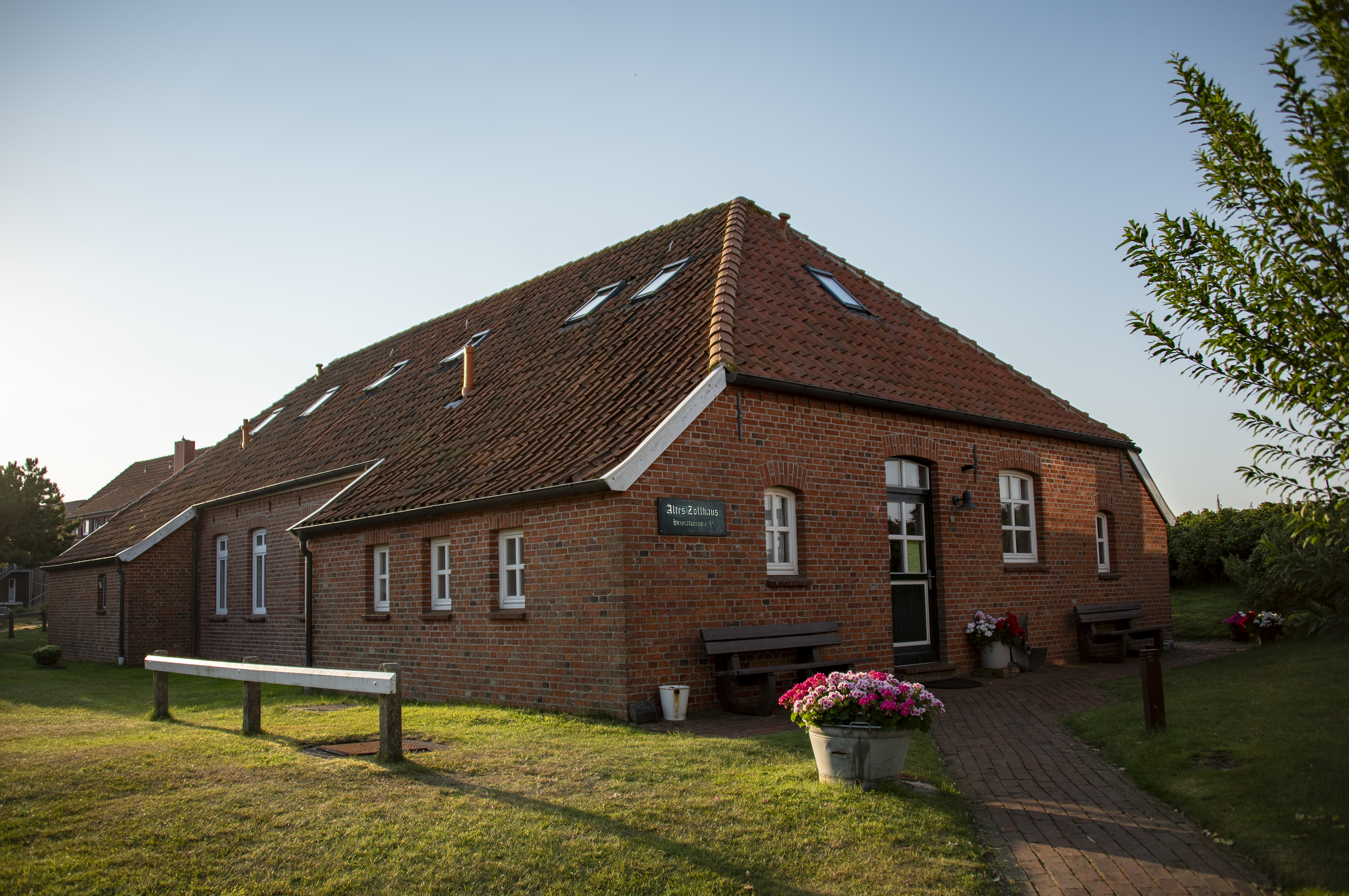
Das Alte Zollhaus auf Baltrum, ein ostfriesischer Bummert